# 尼登艾森
尼登艾森是德国莱茵兰-普法尔茨州的一个市镇。总面积7.95平方公里，总人口1442人，其中男性725人，女性717人（2011年12月31日），人口密度181人/平方公里。